# Pel·lícula conductora anisotròpica

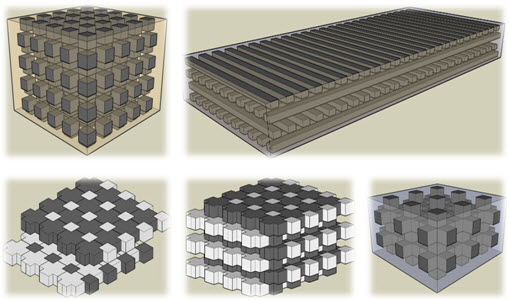
Exemple d'estructures anisotròpiques.

La pel·lícula conductora anisotròpica (amb acrònim anglès ACF), és un sistema d'interconnexió adhesiu sense plom i respectuós amb el medi ambient que s'utilitza habitualment en la fabricació de pantalles de cristall líquid per fer les connexions elèctriques i mecàniques des de l'electrònica del controlador fins als substrats de vidre de la pantalla LCD. El material també està disponible en forma de pasta anomenada pasta conductora anisòtropa (ACP), i tots dos s'agrupen com a adhesius conductors anisòtrops (ACA). Més recentment, els ACA s'han utilitzat per realitzar les connexions flex-to-board o flex-to-flex que s'utilitzen en dispositius electrònics de mà com ara telèfons mòbils, reproductors de MP3 o en el muntatge de mòduls de càmeres CMOS.
Els ACA es van desenvolupar a finals dels anys 70 i principis dels 80, amb connectors de segellat tèrmic per Nippon Graphite Industries, i ACF per Hitachi Chemicals i Dexerials (abans conegut com Sony Chemicals & Information Devices). Actualment hi ha molts fabricants de connectors de segellat tèrmic i ACA, però Hitachi i Sony continuen dominant la indústria en termes de quota de mercat. Altres fabricants d'ACA inclouen 3M, Loctite, DELO, Creative Materials, Henkel, Sun Ray Scientific, Kyocera, Three Bond, Panacol, ] i Btech.
Taula 1 : Condicions comuns de muntatge d'ACF
| Tipus de muntatge          | Tipus d'adhesiu | Temps (s) | Temperatura (°C) | Pressió    |
| -------------------------- | --------------- | --------- | ---------------- | ---------- |
| Flexible sobre vidre (FOG) | Epoxi           | 10–12     | 170–200          | 2-4MPa▲    |
| Xip sobre vidre (COG)      | Epoxi           | 5–7       | 190–220          | 50-150MPa※ |
| Xip-on-Flex (COF)          | Epoxi           | 5–10      | 190–220          | 30-150MPa※ |
| Flex-on-Board (FOB)        | Epoxi           | 10–12     | 170–190          | 1-4MPa▲    |
| Flex-on-Board (FOB)        | Acrílic         | 5–10      | 130–170          | 1-4MPa▲    |
| Flex-on-Flex (FOF)         | Epoxi           | 10–12     | 170–190          | 1-4MPa▲    |
| Flex-on-Flex (FOF)         | Acrílic         | 5–10      | 130–170          | 1-4MPa▲    |